# Melaphe mauritanica
Melaphe mauritanica är en mångfotingart som först beskrevs av Lucas 1844.  Melaphe mauritanica ingår i släktet Melaphe och familjen Xystodesmidae. Inga underarter finns listade i Catalogue of Life.